# كريستين بويلان
كريستين بويلان (بالإنجليزية: Christine Boylan)‏ هي كاتبة سيناريو أمريكية، ولدت في 25 يوليو 1977.

## وصلات خارجية
- كريستين بويلان على موقع IMDb (الإنجليزية)
- كريستين بويلان على موقع ألو سيني (الفرنسية)
- كريستين بويلان على موقع قاعدة بيانات الفيلم (الإنجليزية)